# البديع (أسماء الله الحسنى)

## المعنى
تقول اللغة إن الإبداع إنشاء صنعة بلا احتذاء أو اقتداء، والإبداع في حق الله. الله هو إيجاد الشئ بغير ألة ولا مادة ولا زمان ولا مكان، وليس ذلك إلا لله، والبديع:خالق الأشياء بلا مثال سابق، ولا نظير له في ذاته وصفاته.

## أقوال العلماء في اسم الله البديع
- وقال ابن منظور: والبديع ‌المحدث ‌العجيب، ‌والبديع ‌المبدع، وأبدعت الشيء اخترعته لا على مثال، والبديع من أسماء الله تعالى لإبداعه الأشياء وإحداثه إياها، وهو البديع الأول قبل كل شيء. ويجوز أن يكون بمعنى مبدع، أو يكون من بدع الخلق أو بدأه. والله تعالى كما قال سبحانه: ﴿بديع السماوات والأرض﴾ أي خالقهما ومبدعهما فهو سبحانه الخالق المخترع لا عن مثال سابق.[2]
- قال محمد رشيد رضا: والمعنى على اختلاف التقدير - أن الله هو الذي بدع السماوات والأرض، أو البديع سماواته وأرضه بما كان من إبداعه واختراعه لهما، أو البديع فيهما بمعنى أنه لا شبه له ولا نظير فيهما.[3]
- وقال الزمخشري: يقال: بدع الشيء فهو بديع.. (بديع السموات) من إضافة الصفة المشبهة إلى فاعلها، أي بديع سماواته وأرضه. وقيل البديع بمعنى المبدع، كما أن السميع بمعنى المسمع.[4]
- وقال الخطابي: البديع: هو الذي خلق الخلق، وفطره مبدعاً له مخترعا، لا على مثال سبق، ووزنه فعيل بمعنى مفعل، كقولك: أليم بمعنى مؤلم.[5]
- وقال أبو إسحاق الزجاج:‌ البديع يقال أبدعت الشيء إبداعاً إذا جئت به فرداً لم يشاركك فيه غيرك وهذا بديع من فعل فلان أي مما يتفرد به وقال تعالى {بديع السماوات والأرض} أراد به أنه المنفرد بخلق السموات والأرض وهو فعيل بمعنى مفعل.[6]،

```
والله البديع الذي لا نظير له في معنيان الأول : الذي لا نظير له في ذاته ولا في صفاته ولا في أفعاله ولا في مصنوعاته فهو البديع المطلق، ويمتنع أن يكون له مثيل أزلا وابدا، والمعنى الثاني: أنه المبدع الذي أبدع الخلق من غير مثال سابق، وحظ العبد من الاسم الأكثار من ذكره وفهم معناه فيتجلى له نوره ويدخله الحق تبارك والله في دائرة الإبداع، ومن أدب ذكر هذا الاسم أن يتجنب 
البدعة
 ويلازم 
السنة
.
[
7
]
```

البديع ورد في سورة( البقرة) وسورة (الأنعام) قال الإمام السعدي هو خالق الأشياء على أحسن صورة من غير طريقة سابقة، وفي كتاب صحيح البخاري قال عليه الصلاة والسلام :(الله خالق كل صانع وصنعته).

## الأحاديث النبوية
حديث أنس قال: كنت جالساً مع النبي في المسجد ورجل يصلي، فقال: اللهم إني أسألك بأن لك الحمد لا إله إلا أنت، الحنّان المنّان بديع السموات والأرض يا ذا الجلال والإكرام، يا حيُّ يا قيّوم. فقال النبي : «دعا الله باسمه الأعظم الذي إذا دُعي به أجاب وإذا سئل به أعطى» (41).